# Argentine-France en rugby à XV
Cet article retrace les confrontations entre l'équipe d'Argentine et l'équipe de France de rugby à XV.
Les deux équipes se sont affrontées à cinquante-six reprises, dont trois fois en Coupe du monde. La France a remporté quarante victoires contre quatorze pour les Argentins et un match nul.

## Historique
Les relations rugbystiques entre l'Argentine et la France commencent par la première tournée de celle-ci en 1949. Après quinze défaites et un match nul, l'Argentine remporte sa première victoire en 1985. Dès lors, elle met périodiquement en échec le XV de France et connaît entre 2002 et 2004 une série de quatre victoires consécutives, dont une sur le sol français. Cette série s'interrompt en 2006 à un an de la Coupe du monde 2007, la France l'emportant difficilement 27 à 26. Lors de la Coupe du monde 2007 en France, les Pumas se payent le luxe de battre deux fois les Bleus, en match d'ouverture (17-12) puis lors de la finale pour la troisième place (34-10).
Ces victoires argentines du début du XXIe siècle additionnées au nombre de joueurs argentins évoluant en championnat de France alimentent alors la rivalité entre les deux nations.
Lors des test matchs de 2012, une Argentine très remaniée bat à nouveau l'équipe de France à Cordoba sur le score de 23 à 20, mais est sèchement battue lors du second test à Tucuman (10-49), puis à Lille lors de la tournée d'automne (22-39).
Deux ans plus tard, elle s'impose de nouveau en France sur le score de 18 à 13.
Lors des deux tests de 2016 joués à Tucuman, l'Argentine remporte le premier 30 à 19, mais perd le second 0 à 27.
Le 17 novembre 2018, la France l'emporte face à l'Argentine 28 à 13 à Villeneuve-d'Ascq.
Le 21 septembre 2019, lors de la Coupe du monde au Japon, la France remporte le match face à l’Argentine sur le score de 23 à 21.

## Confrontations
| No | Date              | Lieu                                                            | Match              | Score   | Compétition                             |
| -- | ----------------- | --------------------------------------------------------------- | ------------------ | ------- | --------------------------------------- |
| 1  | 28 août 1949      | Estadio GEBA, Buenos Aires — Argentine                          | Argentine – France | 0 – 5   | Test match                              |
| 2  | 4 septembre 1949  | Estadio GEBA, Buenos Aires — Argentine                          | Argentine – France | 3 – 12  | Test match                              |
| 3  | 29 août 1954      | Estadio Ferro Carril Oeste, Buenos Aires — Argentine            | Argentine – France | 8 – 22  | Test match                              |
| 4  | 12 septembre 1954 | Estadio Ferro Carril Oeste, Buenos Aires — Argentine            | Argentine – France | 3 – 30  | Test match                              |
| 5  | 23 juillet 1960   | Estadio Ferro Carril Oeste, Buenos Aires — Argentine            | Argentine – France | 3 – 37  | Test match                              |
| 6  | 6 août 1960       | Estadio Ferro Carril Oeste, Buenos Aires — Argentine            | Argentine – France | 3 – 12  | Test match                              |
| 7  | 17 août 1960      | Estadio Ferro Carril Oeste, Buenos Aires — Argentine            | Argentine – France | 6 – 29  | Test match                              |
| 8  | 20 juin 1974      | Estadio Ferro Carril Oeste, Buenos Aires — Argentine            | Argentine – France | 15 – 20 | Test match                              |
| 9  | 29 juin 1974      | Estadio Ferro Carril Oeste, Buenos Aires — Argentine            | Argentine – France | 27 – 31 | Test match                              |
| 10 | 19 octobre 1975   | Stade de Gerland, Lyon — France                                 | France – Argentine | 29 – 6  | Test match                              |
| 11 | 25 octobre 1975   | Parc des Princes, Paris — France                                | France – Argentine | 36 – 21 | Test match                              |
| 12 | 27 juin 1977      | Estadio Ferro Carril Oeste, Buenos Aires — Argentine            | Argentine – France | 3 – 26  | Test match                              |
| 13 | 2 juillet 1977    | Estadio Ferro Carril Oeste, Buenos Aires — Argentine            | Argentine – France | 18 – 18 | Test match                              |
| 14 | 14 novembre 1982  | Stadium, Toulouse — France                                      | France – Argentine | 25 – 12 | Test match                              |
| 15 | 20 novembre 1982  | Parc des Princes, Paris — France                                | France – Argentine | 13 – 6  | Test match                              |
| 16 | 22 juin 1985      | Estadio Ferro Carril Oeste, Buenos Aires — Argentine            | Argentine – France | 24 – 16 | Test match                              |
| 17 | 29 juin 1985      | Estadio Ferro Carril Oeste, Buenos Aires — Argentine            | Argentine – France | 15 – 23 | Test match                              |
| 18 | 31 mai 1986       | Stade José Amalfitani, Buenos Aires — Argentine                 | Argentine – France | 15 – 13 | Test match                              |
| 19 | 7 juin 1986       | Stade José Amalfitani, Buenos Aires — Argentine                 | Argentine – France | 9 – 22  | Test match                              |
| 20 | 18 juin 1988      | Stade José Amalfitani, Buenos Aires — Argentine                 | Argentine – France | 15 – 18 | Test match                              |
| 21 | 25 juin 1988      | Stade José Amalfitani, Buenos Aires — Argentine                 | Argentine – France | 18 – 6  | Test match                              |
| 22 | 5 novembre 1988   | Stade de la Beaujoire, Nantes — France                          | France – Argentine | 29 – 9  | Test match                              |
| 23 | 11 novembre 1988  | Stadium Nord, Villeneuve-d'Ascq — France                        | France – Argentine | 28 – 18 | Test match                              |
| 24 | 4 juillet 1992    | Stade José Amalfitani, Buenos Aires — Argentine                 | Argentine – France | 12 – 27 | Test match                              |
| 25 | 11 juillet 1992   | Stade José Amalfitani, Buenos Aires — Argentine                 | Argentine – France | 9 – 33  | Test match                              |
| 26 | 14 novembre 1992  | Stade de la Beaujoire, Nantes — France                          | France – Argentine | 20 – 24 | Test match                              |
| 27 | 21 octobre 1995   | Estadio Ferro Carril Oeste, Buenos Aires — Argentine            | Argentine – France | 12 – 47 | Coupe latine                            |
| 28 | 22 juin 1996      | Estadio Ferro Carril Oeste, Buenos Aires — Argentine            | Argentine – France | 27 – 34 | Test match                              |
| 29 | 29 juin 1996      | Estadio Ferro Carril Oeste, Buenos Aires — Argentine            | Argentine – France | 15 – 34 | Test match                              |
| 30 | 26 octobre 1997   | Stade Maurice-Trélut, Tarbes — France                           | France – Argentine | 32 – 27 | Coupe latine                            |
| 31 | 13 juin 1998      | Stade José Amalfitani, Buenos Aires — Argentine                 | Argentine – France | 18 – 35 | Test match                              |
| 32 | 20 juin 1998      | Stade José Amalfitani, Buenos Aires — Argentine                 | Argentine – France | 12 – 37 | Test match                              |
| 34 | 14 novembre 1998  | Stade de la Beaujoire, Nantes — France                          | France – Argentine | 34 – 14 | Test match                              |
| 33 | 24 octobre 1999   | Lansdowne Road, Dublin — Irlande                                | France – Argentine | 47 – 26 | Coupe du monde (quart de finale)        |
| 35 | 15 juin 2002      | Stade José Amalfitani, Buenos Aires — Argentine                 | Argentine – France | 28 – 27 | Test match                              |
| 36 | 14 juin 2003      | Stade José Amalfitani, Buenos Aires — Argentine                 | Argentine – France | 10 – 6  | Test match                              |
| 37 | 20 juin 2003      | Stade José Amalfitani, Buenos Aires — Argentine                 | Argentine – France | 33 – 32 | Test match                              |
| 38 | 20 novembre 2004  | Stade Vélodrome, Marseille — France                             | France – Argentine | 14 – 24 | Test match                              |
| 39 | 25 novembre 2006  | Stade de France, Saint-Denis — France                           | France – Argentine | 27 – 26 | Test match                              |
| 40 | 7 septembre 2007  | Stade de France, Saint-Denis — France                           | France – Argentine | 12 – 17 | Coupe du monde (poule D)                |
| 41 | 19 octobre 2007   | Parc des Princes, Paris — France                                | France – Argentine | 10 – 34 | Coupe du monde (match pour la 3e place) |
| 42 | 8 novembre 2008   | Stade Vélodrome, Marseille — France                             | France – Argentine | 12 – 6  | Test match                              |
| 43 | 26 juin 2010      | Stade José Amalfitani, Buenos Aires — Argentine                 | Argentine – France | 41 – 13 | Test match                              |
| 44 | 20 novembre 2010  | Stade de la Mosson, Montpellier — France                        | France – Argentine | 15 – 9  | Test match                              |
| 45 | 16 juin 2012      | Stade Mario Alberto Kempes, Córdoba — Argentine                 | Argentine – France | 23 – 20 | Test match                              |
| 46 | 23 juin 2012      | Stade Monumental José Fierro, San Miguel de Tucumán — Argentine | Argentine – France | 10 – 49 | Test match                              |
| 47 | 17 novembre 2012  | Grand Stade Lille Métropole, Villeneuve-d'Ascq — France         | France – Argentine | 39 – 22 | Test match                              |
| 48 | 22 novembre 2014  | Stade de France, Saint-Denis — France                           | France – Argentine | 13 – 18 | Test match                              |
| 49 | 19 juin 2016      | Stade Monumental José Fierro, San Miguel de Tucumán — Argentine | Argentine – France | 30 – 19 | Test match                              |
| 50 | 25 juin 2016      | Stade Monumental José Fierro, San Miguel de Tucumán — Argentine | Argentine – France | 0 – 27  | Test match                              |
| 51 | 17 novembre 2018  | Stade Pierre Mauroy, Villeneuve-d'Ascq — France                 | France – Argentine | 28 – 13 | Test match                              |
| 52 | 21 septembre 2019 | Stade Ajinomoto, Tokyo — Japon                                  | France – Argentine | 23 – 21 | Coupe du monde (poule C)                |
| 53 | 6 novembre 2021   | Stade de France, Saint-Denis — France                           | France – Argentine | 29 – 20 | Test match                              |
| 54 | 6 juillet 2024    | Stade Malvinas-Argentinas, Mendoza — Argentine                  | Argentine – France | 13 – 28 | Test match                              |
| 55 | 13 juillet 2024   | Stade José Amalfitani, Buenos Aires — Argentine                 | Argentine – France | 33 – 25 | Test match                              |
| 56 | 22 novembre 2024  | Stade de France, Saint-Denis — France                           | France – Argentine | 37 – 23 | Test match                              |

## Statistiques
Au 21 septembre 2019
- Séries d'invincibilité :
  - Argentine : 4 matchs (de juin 2002 à octobre 2006, soit quatre ans et quatre mois)
  - France : 15 matchs (d'août 1949 à mai 1985, soit 35 ans et 9 mois)
- Récapitulation :
  - Nombre de rencontres : 56
  - Premier match gagné par les Argentins : 22 juin 1985 à Buenos Aires (N°16)
  - Premier match gagné par les Français : 28 août 1949 à Buenos Aires (N°1)
  - Dernier match gagné par les Argentins : 13 juillet 2023 à Buenos Aires  (N° 55)
  - Dernier match gagné par les Français : 6 novembre 2021 à Saint-Denis (N°53)
  - Plus grand nombre de points marqués par les Argentins : 41 points (quatre essais) le 26 juin 2010 (victoire)
  - Plus grand nombre de points marqués par les Français : 49 points (six essais) le 23 juin 2012 (victoire)
  - Plus grande différence de points dans un match gagné par les Argentins : +28 le 26 juin 2010
  - Plus grande différence de points dans un match gagné par les Français : +39 le 23 juin 2012
- En Argentine :
  - Nombre de rencontres : 31
  - Premier match gagné par les Argentins : 22 juin 1985 à Buenos Aires (N°16, le 12e en Argentine)
  - Premier match gagné par les Français : 28 août 1949 à Buenos Aires (le 1er en Argentine)
  - Dernier match gagné par les Argentins : 19 juin 2016 à Tucuman
  - Dernier match gagné par les Français : 25 juin 2016 à Tucuman
  - Plus grand nombre de points marqués par les Argentins : 41 points le 26 juin 2010
  - Plus grand nombre de points marqués par les Français : 49 points le 23 juin 2012
  - Plus grande différence de points dans un match gagné par les Argentins : +28 le 26 juin 2010
  - Plus grande différence de points dans un match gagné par les Français : +39 le 23 juin 2012
- En France :
  - Nombre de rencontres : 18
  - Premier match gagné par les Argentins : 14 novembre 1992 à Nantes (N°26, le 7e en France)
  - Premier match gagné par les Français : 19 octobre 1975 à Lyon (N°10, le 1er en France)
  - Dernier match gagné par les Argentins : 22 novembre 2014 à Saint-Denis
  - Dernier match gagné par les Français : 06 novembre 2021 à Saint-Denis
  - Plus grand nombre de points marqués par les Argentins : 34 points (cinq essais) le 19 octobre 2007 à Paris (victoire)
  - Plus grand nombre de points marqués par les Français : 36 points (cinq essais) le 25 octobre 1975 à Paris (victoire)
  - Plus grande différence de points dans un match gagné par les Argentins : +24 le 19 octobre 2007 à Buenos Aires
  - Plus grande différence de points dans un match gagné par les Français : +23 le 19 octobre 1975 à Lyon
- En Coupe du monde :
  - Nombre de rencontres : 4
  - Premier match gagné par les Argentins : 7 septembre 2007 à Saint-Denis (N°40, le 2e en Coupe du monde)
  - Premier match gagné par les Français : 24 octobre 1999 à Dublin, Irlande (N°33, le 1er en Coupe du monde)
  - Dernier match gagné par les Argentins : 19 octobre 2007 à Paris (N° 41, le 3e en Coupe du monde)
  - Dernier match gagné par les Français : 21 septembre 2019
  - Plus grand nombre de points marqués par les Argentins : 34 points (cinq essais) le 19 octobre 2007 (victoire)
  - Plus grand nombre de points marqués par les Français : 47 points (cinq essais) le 24 octobre 1999 (victoire)
  - Plus grande différence de points dans un match gagné par les Argentins : +24 le 19 octobre 2007
  - Plus grande différence de points dans un match gagné par les Français : +21 le 24 octobre 1999.